# Lloyd Bourne
Pour les articles homonymes, voir Bourne.
Lloyd Bourne, né le 18 octobre 1958 à Los Angeles, est un ancien joueur de tennis américain.

## Palmarès

### Finales en simple messieurs
| No | Date       | Nom et lieu du tournoi                 | Catégorie | Dotation  | Surface      | Vainqueur   | Score              |  |
| -- | ---------- | -------------------------------------- | --------- | --------- | ------------ | ----------- | ------------------ |  |
| 1  | 04-01-1982 | Tournoi de tennis d'Adélaïde, Adélaïde |           | 75 000 $  | Gazon (ext.) | Rod Frawley | 2-6, 6-3, 6-2      |  |
| 2  | 26-07-1982 | Cap d'Agde WCT, Le Cap d'Agde          |           | 300 000 $ | Terre (ext.) | Tomáš Šmíd  | 6-3, 6-4, 5-7, 6-2 |  |

### Titre en double messieurs
| No | Date       | Nom et lieu du tournoi | Catégorie | Dotation | Surface    | Partenaire    | Finalistes                    | Score    |  |
| -- | ---------- | ---------------------- | --------- | -------- | ---------- | ------------- | ----------------------------- | -------- |  |
| 1  | 24-08-1987 | Nynex Open Rye Brook   |           | 89 400 $ | Dur (ext.) | Jeff Klaparda | Carl Limberger Mark Woodforde | 6-3, 6-3 |  |

### Finale en double messieurs
| No | Date       | Nom et lieu du tournoi         | Catégorie | Dotation | Surface         | Vainqueurs              | Partenaire   | Score    |  |
| -- | ---------- | ------------------------------ | --------- | -------- | --------------- | ----------------------- | ------------ | -------- |  |
| 1  | 16-11-1981 | Bangkok Tennis Classic Bangkok |           | 75 000 $ | Moquette (int.) | John Austin Mike Cahill | Van Winitsky | 6-3, 7-6 |  |